# Anania (nome)
Anania  è un nome proprio di persona italiano maschile.

## Varianti
- Ipocoristici: Anna

### Varianti in altre lingue
- Basco: Anani[3]
- Bulgaro: Анани (Anani)
- Catalano: Annanies[3], Ananies
- Ebraico: חֲנַנְיָה (Chananyah)[4]
- Francese: Ananie
- Greco biblico: ‘Ανανιας (Hananias, Ananias)[5][6]
  - Ipocoristici: ‘Αννας (Hannas)[4]

- Inglese: Hananiah[4]
- Latino: Ananias[5]
  - Ipocoristici: Annas[4]
- Olandese: Ananias
- Polacco: Ananiasz
  - Ipocoristici: Annasz

- Portoghese: Ananias
- Russo: Анания (Ananija)
- Serbo: Ананија (Ananija)
- Spagnolo: Ananías[3]
- Tedesco: Hananias
- Ucraino: Ананія (Ananija)

## Origine e diffusione
Deriva dall'ebraico חֲנַנְיָה (Chananyah), che vuol dire "Yahweh è grazioso" o "Dio ha avuto misericordia" (sebbene altre fonti riportino "predizione del Signore"). In italiano, di norma il nome viene pronunciato "Ananìa", con l'accento sulla I, ma è registrata anche la forma "Anània", con l'accento sulla seconda A.
Nome di tradizione biblica, nell'Antico Testamento è portato da almeno 14 diversi personaggi. Si ritrova anche negli Atti degli Apostoli, dove Anania e Saffira sono due anziani sposi che muoiono dopo aver mentito agli apostoli (At 5, 1-11), e Anania di Damasco è chiamato a orientare Paolo di Tarso in seguito alla sua conversione (At 9, 1-25 e 22, 3-16). Nei Vangeli, il nome è portato da uno dei sommi sacerdoti che accusarono Gesù, ma viene abbreviato come ‘Αννας (Hannas) in greco, e Annas in latino ("Anna" in italiano). Questo nome maschile (assai raro) è omografo con il ben più diffuso nome femminile Anna che, tra l'altro, deriva anch'esso dalla radice ebraica che significa "grazia".

## Onomastico
L'onomastico si può festeggiare in memoria di più santi, alle date seguenti:
- 25 gennaio, sant'Anania di Damasco, discepolo di Gesù, vescovo e martire[3][8]
- 22 novembre, sant'Anania, sacerdote di Arbela, uno dei martiri persiani[8]
- 17 dicembre, sant'Anania o Sadrach, fanciullo, gettato assieme ad Azaria, Misaele in una fornace da cui uscirono vivi (Da 1:6-7[9])[7][8]

## Persone
- Anania di Damasco, vescovo e santo di origine ebrea
- Anania di Shirak, matematico, astronomo e geografo armeno
- Anania (abbreviato in Anna), suocero di Caifa e sommo sacerdote

### Variante Hananiah
- Hananiah ben Hezekiah ben Garon, saggio ebreo